# 15 mai 1988
Le dimanche 15 mai 1988 est le 136e jour de l'année 1988.

## Naissances
- Adam Bakri, acteur palestinien
- Anna Blyth, coureuse cycliste britannique
- Camilla Dalby, handballeuse internationale danoise
- Jérémy Liénafa, joueur de football français
- Loïc Korval, judoka français
- Marcus Collins, chanteur anglais
- Nedeljko Malić, joueur de football bosniaque
- Nicole Flint, mannequin sud-africaine
- Endéné Miyem, joueuse de basket-ball française
- Pablo Alarcón, coureur cycliste chilien
- Samir Mammadov, boxeur azerbaïdjanais
- Tendai Ndoro, joueur de football international zimbabwéen

## Décès
- Andrew Duggan (né le 28 décembre 1923), acteur américain
- Fulvia Franco (née le 21 mai 1931), actrice italienne
- Georges Posener (né le 12 septembre 1906), égyptologue français
- Greta Nissen (née le 30 janvier 1905), actrice américaine
- Paul Cermolacce (né le 2 juillet 1912), personnalité politique française

## Événements
- Découverte de l'astéroïde (3909) Gladys
- Fin du championnat d'Angleterre de football 1987-1988
- Début du championnat d'Islande de football 1988
- Fin du championnat d'Italie de football 1987-1988
- Fin du championnat de Grèce de football 1987-1988
- Grand Prix automobile de Monaco 1988
- Début de la série télévisée Monstres et Merveilles
- Début du retrait soviétique d'Afghanistan
- Fin du Tour d'Espagne 1988
- Fin de l'Open d'Allemagne 1988